# 험프리 (디즈니 캐릭터)
험프리 더 베어(영어: Humphery the Bear)는 1950년에 창조 된 디즈니 캐릭터이다. 같은 해 11월 3일 공개 구피 주연의 애니메이션 단편 영화 작품 '구피의 사진 작가'에 첫 등장했다. 그 후, 도널드와의 공동 출연이 많았다.